# Aleksander Pawlak (ur. 2001)
Aleksander Pawlak (ur. 14 listopada 2001 w Płocku) – polski piłkarz, grający na pozycji obrońcy. Zawodnik ŁKS-u Łódź.